# Mettray
 (janvier 2024).
Si vous disposez d'ouvrages ou d'articles de référence ou si vous connaissez des sites web de qualité traitant du thème abordé ici, merci de compléter l'article en donnant les références utiles à sa vérifiabilité et en les liant à la section « Notes et références ».
Mettray est une commune française située en région Centre-Val de Loire, dans le département d'Indre-et-Loire.   

## Géographie

### Localisation
Mettray est située en périphérie de la ville de Tours, le long de la vallée de la Choisille et au nord de la Loire.

#### Communes limitrophes
| Charentilly                | Saint-Antoine-du-Rocher | Chanceaux-sur-Choisille |
| La Membrolle-sur-Choisille | Mettray                 | Notre-Dame-d'Oé         |
|                            | Saint-Cyr-sur-Loire     | Tours                   |

### Hydrographie

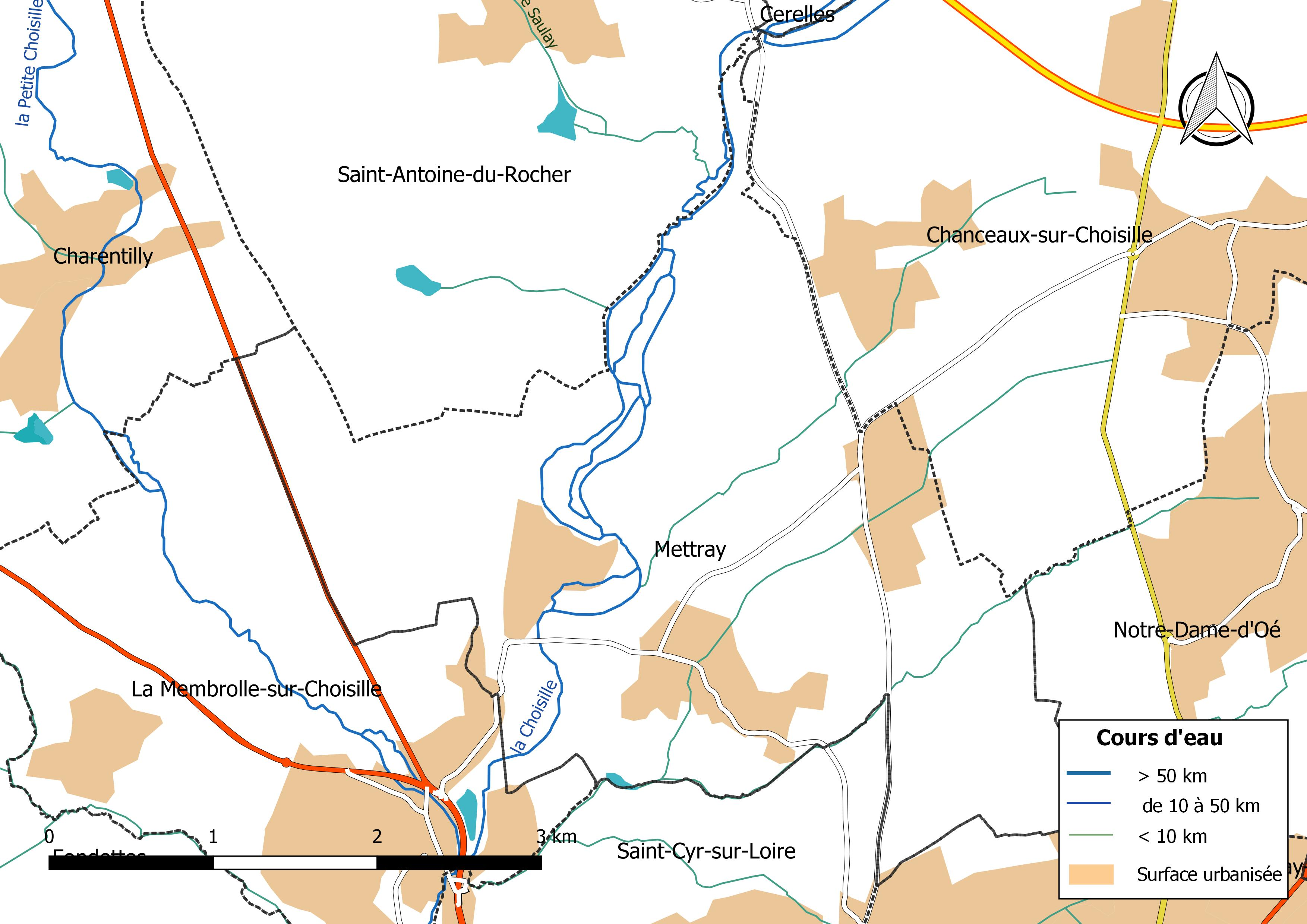
Réseau hydrographique de Mettray.

Le réseau hydrographique communal, d'une longueur totale de 17,75 km, comprend un cours d'eau notable, la Choisille (5,765 km), et quatre petits cours d'eau pour certains temporaires,.
La Choisille, d'une longueur totale de 26,1 km, prend sa source à 149 mètres d'altitude sur le territoire de la commune de Nouzilly et se jette dans la Loire à Saint-Cyr-sur-Loire, à 42 m d'altitude, après avoir traversé 8 communes. Ce cours d'eau est classé dans les listes 1 et 2 au titre de l'article L. 214-17 du code de l'environnement sur le Bassin Loire-Bretagne. Au titre de la liste 1, aucune autorisation ou concession ne peut être accordée pour la construction de nouveaux ouvrages s'ils constituent un obstacle à la continuité écologique et le renouvellement de la concession ou de l'autorisation des ouvrages existants est subordonné à des prescriptions permettant de maintenir le très bon état écologique des eaux. Au titre de la liste 2, tout ouvrage doit être géré, entretenu et équipé selon des règles définies par l'autorité administrative, en concertation avec le propriétaire ou, à défaut, l'exploitant,. 
Sur le plan piscicole, la Choisille est classée en deuxième catégorie piscicole. Le groupe biologique dominant est constitué essentiellement de poissons blancs (cyprinidés) et de carnassiers (brochet, sandre et perche).
Quatre zones humides ont été répertoriées sur la commune par la direction départementale des territoires (DDT) et le conseil départemental d'Indre-et-Loire : « La Fosse à la Boite », « la vallée de la Choisille du Moulin d'Abas au Moulin Gruet », « la vallée du Ruisseau de la Perrée » et « la vallée de la Choisille de Langennerie au Moulin de Cormiers »,.

### Climat
Pour des articles plus généraux, voir Climat du Centre-Val de Loire et Climat d'Indre-et-Loire.
En 2010, le climat de la commune est de type climat océanique dégradé des plaines du Centre et du Nord, selon une étude du CNRS s'appuyant sur une série de données couvrant la période 1971-2000. En 2020, Météo-France publie une typologie des climats de la France métropolitaine dans laquelle la commune est exposée à un climat océanique altéré et est dans la région climatique  Moyenne vallée de la Loire, caractérisée par une bonne insolation (1 850 h/an) et un été peu pluvieux. 
Pour la période 1971-2000, la température annuelle moyenne est de 11 °C, avec une amplitude thermique annuelle de 14,7 °C. Le cumul annuel moyen de précipitations est de 714 mm, avec 10,7 jours de précipitations en janvier et 6,8 jours en juillet. Pour la période 1991-2020, la température moyenne annuelle observée sur la station météorologique de Météo-France la plus proche, sur la commune de Fondettes à 6 km à vol d'oiseau, est de 11,9 °C et le cumul annuel moyen de précipitations est de 725,7 mm,. Pour l'avenir, les paramètres climatiques de la commune estimés pour 2050 selon différents scénarios d'émission de gaz à effet de serre sont consultables sur un site dédié publié par Météo-France en novembre 2022.

## Urbanisme

### Typologie
Au 1er janvier 2024, Mettray est catégorisée ceinture urbaine, selon la nouvelle grille communale de densité à sept niveaux définie par l'Insee en 2022.
Elle appartient à l'unité urbaine de Tours, une agglomération intra-départementale regroupant 38  communes, dont elle est une commune de la banlieue,,. Par ailleurs la commune fait partie de l'aire d'attraction de Tours, dont elle est une commune de la couronne,. Cette aire, qui regroupe 162 communes, est catégorisée dans les aires de 200 000 à moins de 700 000 habitants,.

### Occupation des sols
L'occupation des sols de la commune, telle qu'elle ressort de la base de données européenne d’occupation biophysique des sols Corine Land Cover (CLC), est marquée par l'importance des territoires agricoles (63,4 % en 2018), en diminution par rapport à 1990 (71,2 %). La répartition détaillée en 2018 est la suivante : terres arables (31,8 %), forêts (18,5 %), prairies (17,3 %), zones agricoles hétérogènes (14,2 %), zones urbanisées (10,7 %), zones industrielles ou commerciales et réseaux de communication (5 %), espaces verts artificialisés, non agricoles (2,4 %), cultures permanentes (0,1 %). L'évolution de l’occupation des sols de la commune et de ses infrastructures peut être observée sur les différentes représentations cartographiques du territoire : la carte de Cassini (XVIIIe siècle), la carte d'état-major (1820-1866) et les cartes ou photos aériennes de l'IGN pour la période actuelle (1950 à aujourd'hui).

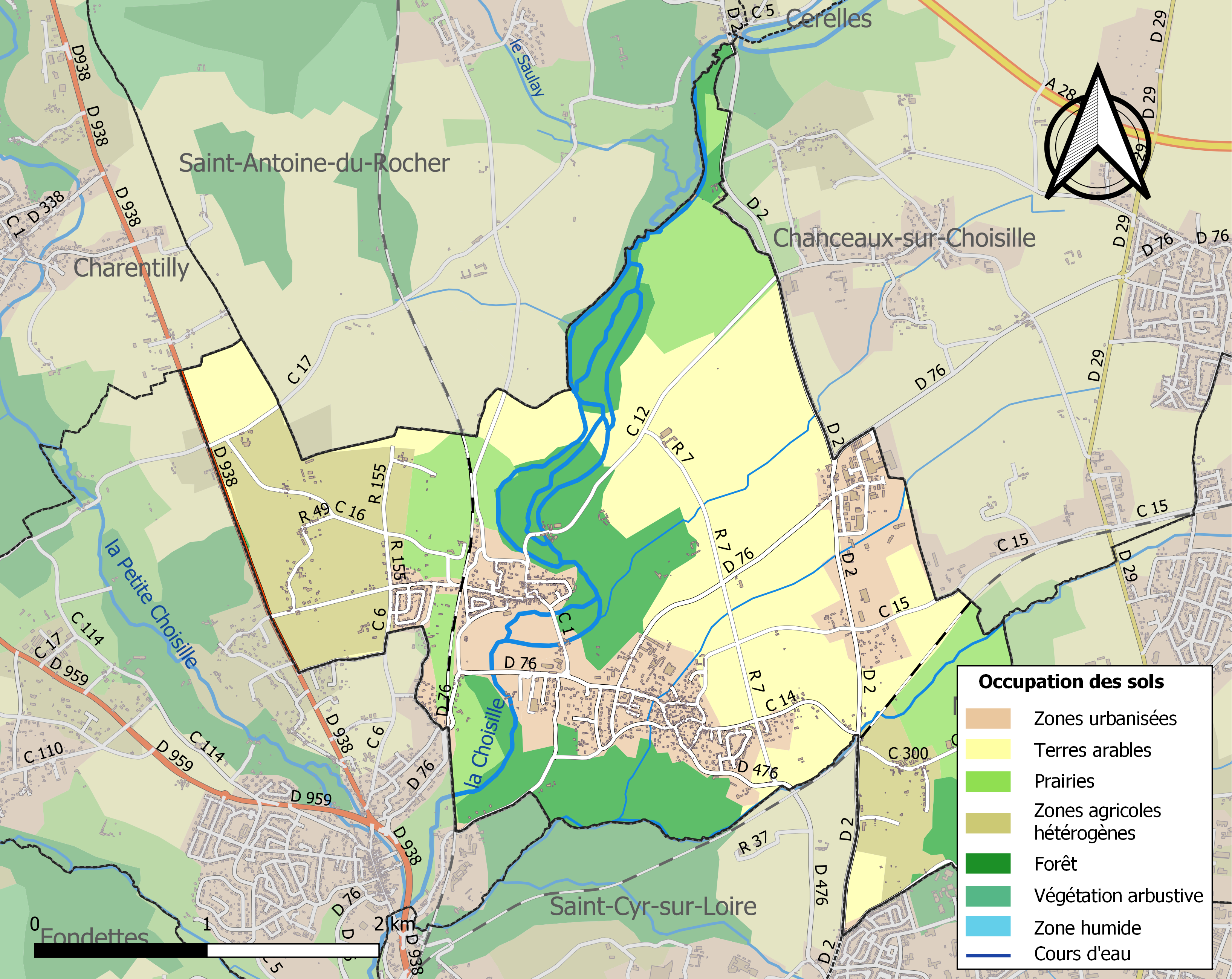
Carte des infrastructures et de l'occupation des sols de la commune en 2018 (CLC).

### Voies de communication et transports
Les routes départementales D76 et D 476. La D2, appelée localement « route de Rouziers » passe à l'est de la commune.
La N138, nommée localement « route du Mans » longe le territoire communal à l'ouest.
Deux autoroutes se trouvent à proximité :
- l'autoroute A10, qui relie Paris à Bordeaux ;
- l'autoroute A28, qui relie Le Mans à Tours.

La partie ouest du périphérique de l’agglomération tourangelle D37 se situe également à proximité, au nord ouest de la commune de Saint-Cyr-sur-Loire.
La ville est desservie par les lignes de bus du réseau filbleu : 52, 66 et 73.
Deux lignes de chemin de fer traversent la commune : 
- La ligne Tours – Le Mans
- La ligne Tours – Vendôme.

### La commune
Commune rurale jusqu'au milieu des années 1970, Mettray est aujourd’hui une commune périurbaine. Elle est située dans l'agglomération tourangelle Tours Métropole Val de Loire.
L'activité agricole, essentiellement céréalière, se concentre surtout sur les plateaux à l’est, au nord et à l’ouest du territoire. Les zones boisées se rencontrent le long de la Choisille sur un axe nord sud et le long du ruisseau de la Pérée sur la limite sud du territoire. Ces bois sont presque tous des propriétés privées. 
L'habitat se concentre en deux pôles principaux :
Le centre bourg est implanté au centre-ouest du territoire communal, dans le creux de la vallée de la Choisille. L'habitat se groupe autour de la mairie, de l’église saint Symphorien, de l'ancien logis seigneurial et de quelques commerces. A l'ouest immédiat du bourg se trouve le lotissement du Manoir (maisons mitoyennes et HLM) et au sud ouest, celui de la Ragonnière (pavillons). Plus à l’ouest, de l’autre côté le la ligne de chemin de fer Tours-Le Mans, se situe le lotissement de la Roberdière (pavillons).
Les Bourgetteries sont implantées à environ un kilomètre et demi au sud est du bourg, sur un plateau. L’habitat est groupé au sud et à l'est de l'ancienne colonie agricole. Cette partie de Mettray a gagné en importance avec le développement de la Colonie dans la seconde moitié du XIXe siècle, et lors de sa reconversion en IMPro dans les années 1950. Accolé à l’est se situe le lotissement des Ribelleries (pavillons, HLM et petits immeubles).
L'école maternelle et primaire du Moulin Neuf et l'Espace Cosélia (salle des fêtes) se situent entre le centre bourg et les Bourgetteries.  
Enfin, plusieurs hameaux sont disséminés sur le territoire de la commune comme les Grandes et les Petites Brosses, les Gaudières, Fouassé ou encore la Tête Fortière.

### Risques majeurs
Le territoire de la commune de Mettray est vulnérable à différents aléas naturels : météorologiques (tempête, orage, neige, grand froid, canicule ou sécheresse) et séisme (sismicité très faible). Un site publié par le BRGM permet d'évaluer simplement et rapidement les risques d'un bien localisé soit par son adresse soit par le numéro de sa parcelle.

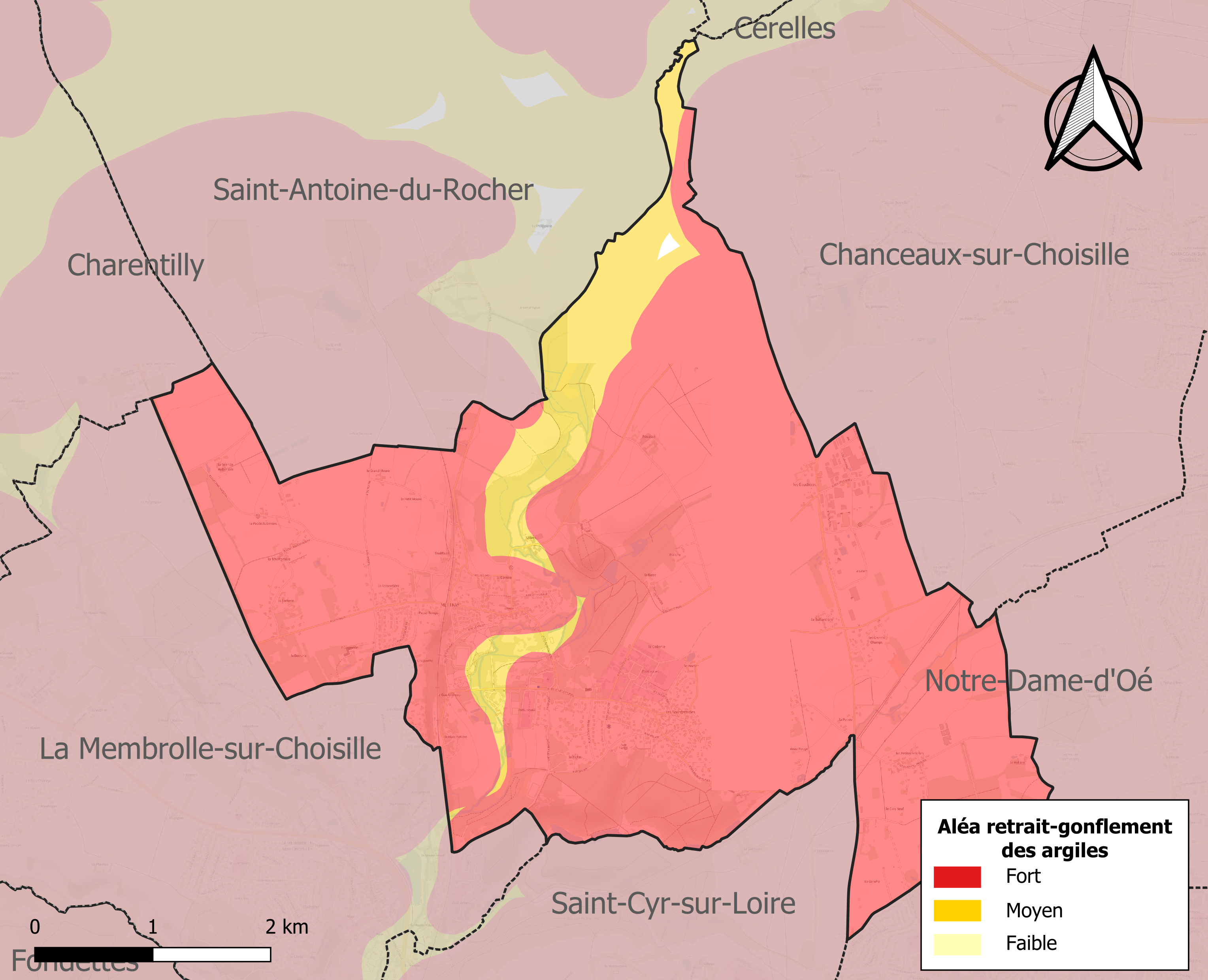
Carte des zones d'aléa retrait-gonflement des sols argileux de Mettray.

Le retrait-gonflement des sols argileux est susceptible d'engendrer des dommages importants aux bâtiments en cas d’alternance de périodes de sécheresse et de pluie. 99,9 % de la superficie communale est en aléa moyen ou fort (90,2 % au niveau départemental et 48,5 % au niveau national). Sur les 831 bâtiments dénombrés sur la commune en 2019, 831 sont en aléa moyen ou fort, soit 100 %, à comparer aux 91 % au niveau départemental et 54 % au niveau national. Une cartographie de l'exposition du territoire national au retrait gonflement des sols argileux est disponible sur le site du BRGM,.
Concernant les mouvements de terrains, la commune a été reconnue en état de catastrophe naturelle au titre des dommages causés par la sécheresse en 1991, 1992, 1993, 1996, 1997, 2005, 2011, 2018 et 2019 et par des mouvements de terrain en 1999.

## Toponymie
On trouve dans les archives les noms de Metrium au XIe siècle, Metrayum ou Mettré au XIIIe siècle. Durant l'Ancien Régime, on relève également les noms de Villebranche, du Rouvre ou encore de la Grande Maison. L'orthographe Mettray ne se fixe qu'au cours du XIXe siècle. Mettray formait un fief qui relevait de la Motte-Sonzay, puis des seigneurs de Maillé.

## Histoire
Les mégalithes datant du Néolithique situés près de la frontière nord de la commune représentent les vestiges les plus anciens de Mettray. Ils sont aujourd’hui situés sur le territoire de la commune de Saint-Antoine-du-Rocher. Le plus important de ces mégalithes, le dolmen de la Grotte aux Fées, est composé de trois tables d'environ 6 m sur 5 m. Le nom de ce dolmen indique qu'une légende s'attache à son origine. Trois créatures féminines auraient bâti l'édifice en une nuit ; si l'on s'avisait de déplacer les pierres, celles-ci reprendraient leur place en une nuit. Une autre tradition veut que les fées aient élu domicile à l'intérieur du dolmen.
De la période romaine, il ne reste que très peu de vestiges. Le bourg de Mettray était situé sur la voie romaine reliant la cité de Caesarodunum (Tours) à celle de Vindunum (Le Mans). Cette voie passait un peu à l’est du bourg.
Le bourg de Mettray s’est essentiellement développé à partir du Moyen Âge. De cette époque, il ne reste que l'église Saint-Symphorien, bien que presque entièrement reconstruite dans la seconde moitié du xixe siècle, suite d'un incendie survenu en 1847. Le bourg abrite également l'ancien logis seigneurial du xve siècle. Situé rue du Manoir, il se compose d’un corps de logis rectangulaire à deux étages, flanqué sur la face avant de deux tours cylindriques et d’une tour d’escalier polygonale sur la face arrière. Il fut la résidence des seigneurs de Mettray durant tout l’Ancien Régime. À partir de 1793, le logis devient la première mairie de la commune, puis il abrite ensuite une boulangerie. Racheté par un particulier au début des années 1980, le logis et les communs sont alors restaurés.
Comme dans beaucoup de villages français, les conditions de vie ne s'améliorent qu’à partir du xixe siècle. C’est de cette époque que datent les principales maisons du centre bourg. Depuis l’Ancien Régime, le territoire de Mettray englobait également le bourg de La Membrolle ainsi que les terres avoisinantes. Le souhait des Membrollais de voir leur bourg érigé en commune indépendante remonte au milieu du xixe siècle. La paroisse de La Membrolle est canoniquement créée le 5 février 1859 par subdivision de la paroisse de Mettray. Dans les années 1860, le bourg de La Membrolle se dote d’infrastructures communales : écoles, cimetière … Enfin, le 4 avril 1873, le Conseil d'État valide la création de la commune de La Membrolle-sur-Choisille par subdivision de la commune de Mettray. Les limites territoriales de la nouvelle commune sont calquées sur celles de la paroisse, créée quatorze ans plus tôt.
Mettray est surtout connu pour sa colonie agricole et pénitentiaire, la Paternelle, qui accueillit des enfants et adolescents placés volontairement ou incarcérés de 1840 à 1937 (dont Jean Genet qui y nourrit un souvenir traumatique et Alexandre Saint-Yves d'Alveydre). Son modèle de fonctionnement, novateur pour l’époque, puis les dérives militaristes et répressives pratiquées par la suite contribuèrent à la réputation de Mettray dans le monde entier. Grâce à un hôtel implanté en bordure de la Colonie, Mettray reçut beaucoup de visiteurs venus se rendre compte du fonctionnement de l’institution et ce modèle fut reproduit ailleurs en Europe et en Amérique du nord. La Colonie est à l’origine du développement de l’habitat aux Bourgetteries, puisque les personnels de la Colonie, puis par la suite de l'IMPro implantèrent leurs maisons dans les environs immédiats.
À partir des années 1980, des lotissements et des zones pavillonnaires se développent sur le territoire communal, mais toutefois de manière mesurée. Ils sont situés à l’ouest du bourg, aux Bourgetteries, ainsi qu'aux Ribelleries, près de la limite nord de la commune de Tours. Ils accueillent surtout des salariés, essentiellement des cadres, travaillant majoritairement à Tours ou dans l’agglomération tourangelle. Cet apport de population contribua à redynamiser une commune quelque peu endormie depuis la fermeture de la Colonie en 1937 et l’exode rural d’après-guerre. L’arrivée de ces nouvelles populations est à l’origine de la création d’un important tissu associatif, toujours très actif aujourd’hui.

## Politique et administration

### Tendances politiques et résultats
| Scrutin             | Scrutin             | 1er tour | 1er tour  | 1er tour | 1er tour | 1er tour | 1er tour | 1er tour | 1er tour  | 1er tour | 1er tour | 1er tour | 1er tour | 2d tour | 2d tour | 2d tour | 2d tour | 2d tour | 2d tour |
| Scrutin             | Scrutin             | 1er      | 1er       | %        | 2e       | 2e       | %        | 3e       | 3e        | %        | 4e       | 4e       | %        | 1er     | 1er     | %       | 2e      | 2e      | %       |
| ------------------- | ------------------- | -------- | --------- | -------- | -------- | -------- | -------- | -------- | --------- | -------- | -------- | -------- | -------- | ------- | ------- | ------- | ------- | ------- | ------- |
| Présidentielle 2017 | Présidentielle 2017 |          | LR        | 27,22    |          | EM       | 27,01    |          | LFI       | 16,41    |          | FN       | 15,30    |         | EM      | 73,49   |         | FN      | 26,51   |
| Présidentielle 2022 | Présidentielle 2022 |          | LREM      | 37,74    |          | RN       | 20,05    |          | LFI       | 14,43    |          | REC      | 7,52     |         | LREM    | 67,39   |         | RN      | 32,61   |
| Législatives 2022   | 5e                  |          | MoDem-Ens | 33,67    |          | RN       | 16,95    |          | PCF-Nupes | 16,84    |          | REC      | 15,14    |         | MoDem   | 64,94   |         | RN      | 35,06   |
| Législatives 2024   | 5e                  |          | MoDem-Ens | 31,17    |          | RN       | 30,17    |          | PCF-NFP   | 22,36    |          | LR       | 13,22    |         | MoDem   | 64,68   |         | RN      | 35,32   |

### Liste des maires
| Période                                  | Période       | Identité                                                   | Étiquette      | Qualité                                                                  |
| ---------------------------------------- | ------------- | ---------------------------------------------------------- | -------------- | ------------------------------------------------------------------------ |
| 24 janvier 1790                          | 1792          | Pierre Cormery                                             |                | Notaire, propriétaire de l’Aubrière, bourg de La Membrolle-sur-Choisille |
| 1792                                     | 1794          | Jacques Buré                                               |                | Fermier                                                                  |
| 1794                                     | 1796          | Joseph Guiot, agent municipal                              |                |                                                                          |
| 1796                                     | 1797          | Jean-Léonard Gasté, agent municipal                        |                | Notaire                                                                  |
| 1797                                     | 1799          | Jean Vaslin, agent municipal                               |                | Maréchal-ferrant                                                         |
| 1799                                     | 1800          | Louis Gabau, agent municipal                               |                | Vigneron                                                                 |
| 1800                                     | 1801          | Louis-François Le Roux                                     |                | Propriétaire                                                             |
| 1802                                     | 1817          | Augustin-Claude de La Roche de La Ribellerie               |                | Propriétaire, château de la Ribellerie.                                  |
| 1817                                     | maire en 1821 | Antoine Proust                                             |                |                                                                          |
| 1822                                     | maire en 1825 | Charles Moisant                                            |                | Propriétaire, château des Grandes Brosses                                |
| 1826                                     | 1831          | Comte, Alexandre Reverdy-Liebert                           |                | propriétaire, Militaire                                                  |
| 1831                                     | 1831          | Jacques-Alexandre Rouiller                                 |                | Charpentier                                                              |
| 1831                                     | 1837          | Philippe Loiseau                                           |                | Propriétaire des Ponceaux, bourg de La Membrolle-sur-Choisille           |
| 1838                                     | 1842          | Pierre-François Hamel                                      |                | Propriétaire                                                             |
| 1842                                     | 1850          | Comte, Baptiste-Anselme-Louis d’Outremont de Minières      |                | Propriétaire, château de la Ribellerie. Militaire                        |
| 1850                                     | 1851          | Jacques Garanger, maire provisoire                         |                | Marchand de bois, Propriétaire                                           |
| 1851                                     | 1854          | François-Silvain Huë Billard, maire provisoire, puis maire |                | Propriétaire                                                             |
| 1854                                     | 1856          | Georges Ott                                                |                |                                                                          |
| 1856                                     | 1865          | Baron d’Hauterive, Maurice-Bruno Blanc de Lanautte         |                | Diplomate, Propriétaire                                                  |
| 1865                                     | 1888          | Jean-Nicolas Blanchard                                     |                | Greffier, inspecteur, puis directeur de la Colonie                       |
| 1888                                     | 1900          | Silvain Barat-Pineau                                       |                | Propriétaire                                                             |
| 1900                                     | 1919          | Baron, Herman de Renty                                     |                | Propriétaire                                                             |
| 1919                                     | 1943          | Baron, Gaston de Renty                                     |                | Propriétaire                                                             |
|                                          |               |                                                            |                |                                                                          |
| 1947                                     | 1971          | Henri Renard                                               |                | Propriétaire                                                             |
| 1971                                     | 1983          | François Jauneaud                                          |                | chef d'entreprise                                                        |
| 1983                                     | 1984          | Gabriel Daligaux                                           |                | Vétérinaire                                                              |
| 1984                                     | 2008          | Bernard Destouches                                         | sans étiquette | Directeur technique                                                      |
| 2008                                     | En cours      | Philippe Clémot                                            | UMP-LR         | Comptable                                                                |
| Les données manquantes sont à compléter. |               |                                                            |                |                                                                          |

## Population et société

### Démographie
L'évolution du nombre d'habitants est connue à travers les recensements de la population effectués dans la commune depuis 1793. Pour les communes de moins de 10 000 habitants, une enquête de recensement portant sur toute la population est réalisée tous les cinq ans, les populations de référence des années intermédiaires étant quant à elles estimées par interpolation ou extrapolation. Pour la commune, le premier recensement exhaustif entrant dans le cadre du nouveau dispositif a été réalisé en 2004.

En 2022, la commune comptait 2 079 habitants, en évolution de +2,82 % par rapport à 2016 (Indre-et-Loire : +1,67 %, France hors Mayotte : +2,11 %).
| 1793  | 1800  | 1806  | 1821 | 1831  | 1836  | 1841  | 1846  | 1851  |
| ----- | ----- | ----- | ---- | ----- | ----- | ----- | ----- | ----- |
| 1 017 | 1 089 | 1 247 | 846  | 1 212 | 1 294 | 1 460 | 1 960 | 2 090 |

| 1856  | 1861  | 1866  | 1872  | 1876  | 1881  | 1886  | 1891  | 1896  |
| ----- | ----- | ----- | ----- | ----- | ----- | ----- | ----- | ----- |
| 2 176 | 2 311 | 2 517 | 2 344 | 1 615 | 1 413 | 1 416 | 1 461 | 1 399 |

| 1901  | 1906  | 1911  | 1921  | 1926  | 1931  | 1936  | 1946 | 1954 |
| ----- | ----- | ----- | ----- | ----- | ----- | ----- | ---- | ---- |
| 1 324 | 1 196 | 1 243 | 1 110 | 1 163 | 1 205 | 1 280 | 737  | 983  |

| 1962  | 1968  | 1975  | 1982  | 1990  | 1999  | 2004  | 2006  | 2009  |
| ----- | ----- | ----- | ----- | ----- | ----- | ----- | ----- | ----- |
| 1 036 | 1 021 | 1 083 | 1 368 | 1 916 | 2 029 | 1 929 | 1 882 | 2 091 |

| 2014  | 2019  | 2022  | - | - | - | - | - | - |
| ----- | ----- | ----- | - | - | - | - | - | - |
| 2 042 | 2 068 | 2 079 | - | - | - | - | - | - |

### Petite enfance
- Crèche Graines de Soleil

### Enseignement
L'école du Moulin Neuf accueille les enfants de la Petite Section Maternelle au CM2. Elle est équipée d'une garderie et d’un restaurant scolaire. Le collège de rattachement est le collège Léonard-de-Vinci à Tours, et les lycées de rattachement sont le lycée Vaucanson et le lycée Choiseul, tous les deux à Tours.
Sur le territoire de la commune se trouve également le centre aéré du Moulin Neuf, géré par la commune de Saint-Cyr-sur-Loire.

### Santé
L'offre de santé se concentre autour d’une pharmacie, deux médecins généralistes, deux infirmiers, deux dentistes, trois kinésithérapeutes, un ostéopathe et une psychologue, tous situés au pôle santé, rue des Bourgetteries. Une naturopathe, une autre psychologue, une orthophoniste, une psychomotricienne et deux sophrologues complètent l’offre de santé sur la commune.
L'hôpital le plus proche est la clinique NCT+, regroupement des anciennes cliniques de l'Alliance et de Saint Gatien, située à Saint-Cyr-sur-Loire.

### Sports

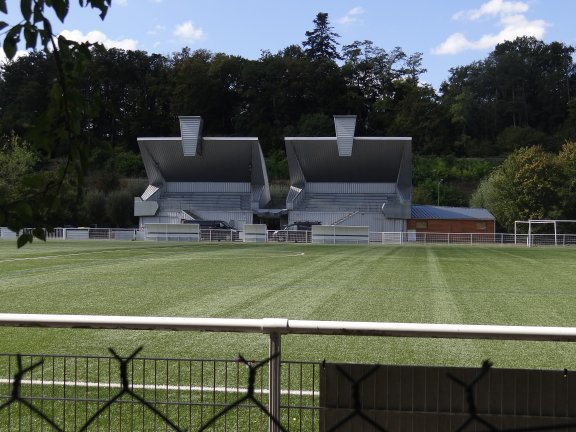
Le stade de la Vallée et ses tribunes anthropomorphes.

La commune de Mettray est équipée de plusieurs équipements permettant la pratique de diverses activités sportives : Le gymnase municipal multi-sports de la Vallée qui comprend également deux courts de tennis, un terrain de football : le Stade de la Vallée, un terrain de BMX, le gymnase communautaire situé au Moulin-Maillet, équipé de deux courts de tennis intérieurs et deux extérieurs, et un centre équestre.
De nombreux clubs proposent un panel de sports varié :
- Le club de Tennis (JSMT) est l'un des plus importants club de la région avec plus de 200 licenciés. Il comprend une école de tennis où chaque semaine 30 plages horaires de cours sont assurées par une équipe de 5 éducateurs et 1 BE.
- Le Football Choisille, qui regroupe les clubs de Football de La Membrolle-sur-Choisille et de Mettray.
- Le Judo Club de Mettray.
- Le club de Tennis de Table (TTM).
- Le club de VTT (Mettray VTT).
- Le Multisports Club de Mettray (MCM) propose du Volleyball et du Badminton.
- Le Team Self Boxing Club dispense des entraînements et des cours de Boxe.
- L'association CAP Mettray, course à pied.
- Gym du Val Choisille (gym forme, gym douce et step).
- Association Triple XL Mettray, randonnées.

## Économie

### Agriculture
Plusieurs exploitations agricoles conventionnelles et bio existent sur la commune. De grands espaces situés sur les plateaux au nord et à l’est du territoire communal permettent la culture céréalière. L'élevage bovin, l'aviculture, l’apiculture, l’horticulture et l'arboriculture fruitière sont également présents. 

### Marchés
Un petit marché a lieu tous les mercredis matin dans le bourg de Mettray, autour de la boucherie. Un autre petit marché se tient chaque vendredi après-midi et samedi matin au lieu-dit La Grande Aubinière. Ce marché de producteurs, qui privilégie les circuits courts et/ou les produits bio, propose fruits, légumes, viandes et volailles, fromages, miel,... 

### Artisans et petits commerces
Dans le bourg, on trouve un bureau de tabac (qui gère le service minimum de la Poste), un salon de coiffure, un restaurant, un fleuriste, une boulangerie et une boucherie/supérette. Aux Bourgetteries, à côté du pôle santé se situe la pharmacie et un institut de beauté. 
Plusieurs artisans sont implantés à Mettray : Charpentier couvreur, menuisier, carrossier, plombier, électricien,...

### Industrie
La commune dispose d'une zone industrielle, la Z.I. des Gaudières. Implantée à l’est du territoire, elle regroupe des artisans, des PME ainsi que des industries spécialisées dans les domaines de l’agriculture et la transformation des matières premières. 

### Services
Le territoire communal comporte plusieurs chambres d'hôtes.

## Culture locale et patrimoine

### Lieux et monuments

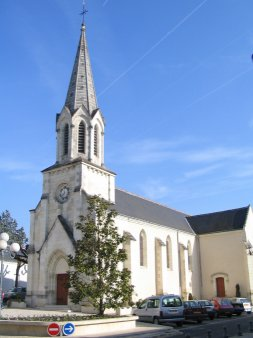
L'église Saint Symphorien.

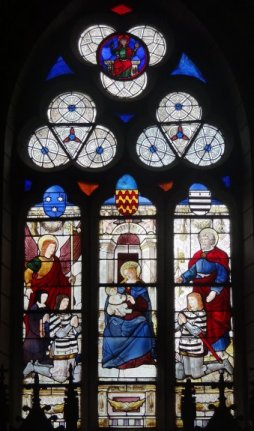
Vitrail de l'église de Mettray, XIIIe, XVIe et XIXe siècles.

- Dolmen dit de Saint-Antoine-du-Rocher ou de la « Grotte aux Fées » (période néolithique).
- Église Saint-Symphorien : La première mention de l'église de Mettray dans les archives remonte à la fin du XIIIe siècle, en 1290. L'église est agrandie aux XVIe et XVIIe siècles. Durant la première moitié du XVIIIe siècle, l'entretien de l’église est négligé, faute de terrain d'entente entre les différents habitants responsables. Il faut attendre 1763 pour qu’une sérieuse campagne de restauration soit engagée. Durant les XVIIe et XVIIIe siècles, la nef de l’église abrita un grand nombre de sépultures de notables locaux et de curés de Mettray. Lors de la Révolution Française, les objets mobiliers de l’église sont vendus et les tombes de la nef profanées. Pour réparer les dommages causés durant la Révolution, un nouveau programme de restauration est entrepris durant la première moitié du XIXe siècle. En mars 1847, un incendie se déclare et ravage la sacristie, le chœur ainsi que les chapelles nord et sud. À partir de 1866, l'édifice est reconstruit presque entièrement sur les fondations de l’église ancienne par les architectes Guérin, Brisacier et Hardion.

Le chevet de l'église est éclairé par une verrière ancienne anonyme, classée Monument Historique en 1900. La scène principale date du début du XVIe siècle et représente la présentation des seigneurs de Mettray, donateurs du vitrail, à la Vierge Marie et l'Enfant Jésus par saint Pierre et saint Michel. Au sommet de la baie se trouve un médaillon représentant un Christ en Majesté datant de la fin du XIIIe siècle. Les autres verrières de l'église sont dues aux maîtres verriers tourangeaux Fournier et Lobin et ont toutes été réalisées durant le dernier quart du XIXe siècle, à l'exception de deux médaillons réalisés au début des années 1930. Cet ensemble de vitraux est remarquable par son élégance et son homogénéité.  
- Ancienne colonie agricole et pénitentiaire : Elle fut fondée en 1839, par le vicomte Louis-Hermann de Brétignères de Courteilles (1797-1852), propriétaire terrien à Mettray et Frédéric-Auguste Demetz (1796-1873), magistrat à Paris. Les bâtiments sont dessinés par l'architecte Guillaume Abel Blouet et s'organisent autour de la chapelle, consacrée en 1843. Le projet est soutenu notamment par Alexis de Tocqueville, philosophe et homme politique français, ou encore Édouard Drouyn de Lhuys, homme politique français, diplomate et ministre sous la Deuxième République et le Second Empire.

Colonie de Mettray.

La Colonie se voulait être une solution à l’incarcération des mineurs, jusque là reclus dans les mêmes conditions, voire dans les mêmes établissements que les adultes. Les premiers colons arrivent à Mettray en janvier 1840. La Colonie est scindée en deux entités distinctes : 
- Les enfants incarcérés sont placés dans des « familles » et vivent dans des bâtiments situés de part et d’autre de la perspective menant à la chapelle.
- Les enfants placés, souvent issus de bonnes familles, détenus dans les bâtiments de la « Maison Paternelle », situés à l’arrière, dans le prolongement de la chapelle.

La vie de la Colonie était régie par deux valeurs essentielles aux yeux des fondateurs : le travail et la pratique de la religion catholique. 
Les travaux des colons étaient rythmés par l’étude, les travaux agricoles, de petits ateliers industriels, la gestion de la vie domestique de la Colonie et des entraînements réguliers pour lutter contre les incendies et les inondations. La pratique de la religion catholique consistait en des temps de prières quotidiens et la célébration de la messe à la chapelle tous les dimanches matin et les jours de fête.
Après le milieu des années 1880, la gestion de la Colonie s'éloigne quelque peu de l'esprit voulu par ses fondateurs. La discipline se veut plus militaire et les colons peuvent se voir infliger des châtiments corporels et des peines de cachot. La Colonie fait alors l'objet d'une virulente campagne de presse où elle est souvent qualifiée de bagne d'enfants. La Colonie ferme finalement ses portes en 1937. Les bâtiments sont alors abandonnés. Pendant la Seconde Guerre mondiale, certains bâtiments sont temporairement occupés, voire pillés, d’autres sont détruits. 
En 1953, l’association La Paternelle y créée un Institut Médico-Professionnel (IMPro). Les premiers jeunes arrivent en 1957 et l'établissement existe encore aujourd'hui. En 1972, la flèche en bois de la chapelle est détruite lors d’un orage. Enfin, en 1985, les bâtiments de la « Maison Paternelle » sont eux aussi, détruits. 

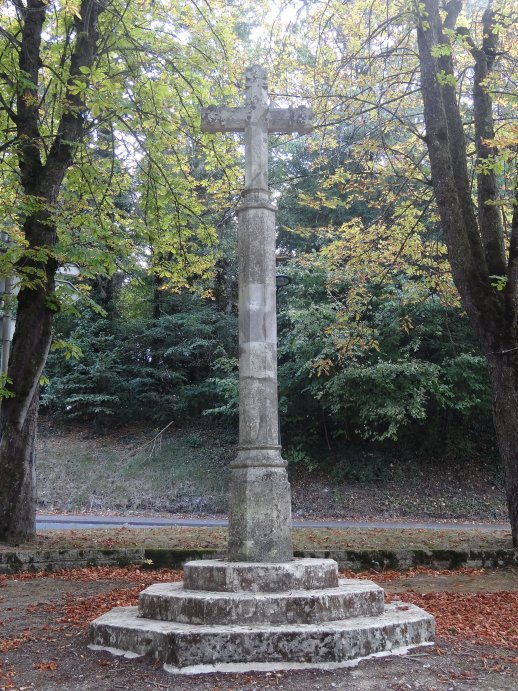
Le Vieux Calvaire du Moulin Neuf.

- Plusieurs châteaux et manoirs, privés pour la plupart, répartis sur la commune :
  - Logis seigneurial de Mettray (XVe siècle) ;
  - Château de La Ribellerie (XVIIIe siècle) ;
  - Château du Petit-Bois (XIVe siècle et XIXe siècle) et chapelle ;
  - Château des Grandes-Brosses (XVIIIe siècle, remanié aux XIXe siècle et XXe siècle) ;
  - Ferme fortifiée d'Avantigny : restes d'enceinte ;
  - Manoir des Berruries (XIXe siècle) ;
  - Manoir de Bel-Ebat (XIXe siècle).
  - La Cornillière (XVIIIe siècle et XIXe siècle)
  - La Gagnerie (XIXe siècle).
  - Le Moulin Neuf (XIXe siècle). Au sein du centre aéré. Géré par la ville de Saint-Cyr-sur-Loire.
  - Plusieurs calvaires sont disséminés sur le territoire de la commune. Le plus remarquable est le calvaire du Moulin Neuf, construit en pierre et situé au centre d'un petit bosquet.

## Vie culturelle
Le foyer rural, dont la construction fut terminée en 1971, permet la pratique d'activités culturelles. Il fut cependant rapidement trop petit, mais malgré tout rénové en 1998, car il a toujours une utilité.
L'Espace Cosélia, dont la construction fut terminée en 1997, est la salle des fêtes de la commune ; elle est spacieuse et moderne. Plusieurs salles annexes y permettent d'exercer les activités des associations. Une salle des Jeunes voit également le jour, utilisée en fin de compte par les associations.
Un tissu associatif composé de nombreuses associations est présent sur le territoire communal, notamment l'association Vivre Mieux à Mettray (VMM) qui propose des cours de danses (modern jazz et danse en ligne), de théâtre et de musique. 
L’offre musicale est complétée par la présence d’un chœur mixte amateur, le chœur Cosélia et par l’association Ludwig Drums Academy qui dispense des cours de batterie.
Le Club de l’âge d’or s’adresse aux ainés de la commune. Il propose des temps conviviaux avec des jeux et des animations diverses. Plusieurs sorties et voyages sont proposés au cours de l’année.
La fête communale a lieu le premier week-end de juillet de chaque année : elle commence traditionnellement le samedi après-midi par l'installation d'une petite fête foraine et se poursuit dans la soirée par un repas collectif, souvent à thème, un spectacle, et se termine par un feu d'artifice. Le dimanche se tient ordinairement une brocante, un concours de pêche et une course de VTT.

## Personnalités liées à la commune
- Jean Jacques Liébert, Général français de la Révolution et de l'Empire, achète des terres à Mettray dans la première moitié du XIXe siècle. Son gendre, le comte Alexendre Reverdy-Liébert, fut maire de Mettray de 1826 à 1831.
- Louis Napoléon Bonaparte, alors Président de la République, visite la colonie agricole et pénitentiaire en 1849.
- Patrice de Mac Mahon, alors Président de la République, visite la colonie agricole et pénitentiaire en 1877.
- Michel Verne : écrivain et cinéaste français, fils de l'écrivain Jules Verne. Incarcéré sur ordre de son père à la colonie agricole et pénitentiaire en 1876.
- Édouard Drouyn de Lhuys : homme politique français, diplomate et ministre sous la Deuxième République et le Second Empire et président du Conseil d'Administration de la colonie agricole et pénitentiaire repose avec son épouse dans le cimetière de la Colonie.
- Jean Genet : écrivain, poète, et auteur dramatique français. Incarcéré à la colonie agricole et pénitentiaire de 1926 à 1928.
- Zaz : chanteuse.
- Jérémy Roy : cycliste, Française des jeux.
- Pauline Biscarat : joueuse de l'équipe de France de rugby à sept.

## Héraldique
| Blason de Mettray | Les armes de Mettray se blasonnent ainsi : De gueules aux cinq fasces ondées accolées, trois d'argent et deux d'azur. |